# Rorbach-lès-Dieuze
Rorbach-lès-Dieuze è un comune francese di 59 abitanti situato nel dipartimento della Mosella nella regione del Grand Est.

## Società

### Evoluzione demografica
Abitanti censiti